# St. Ägidius (Schildthurn)

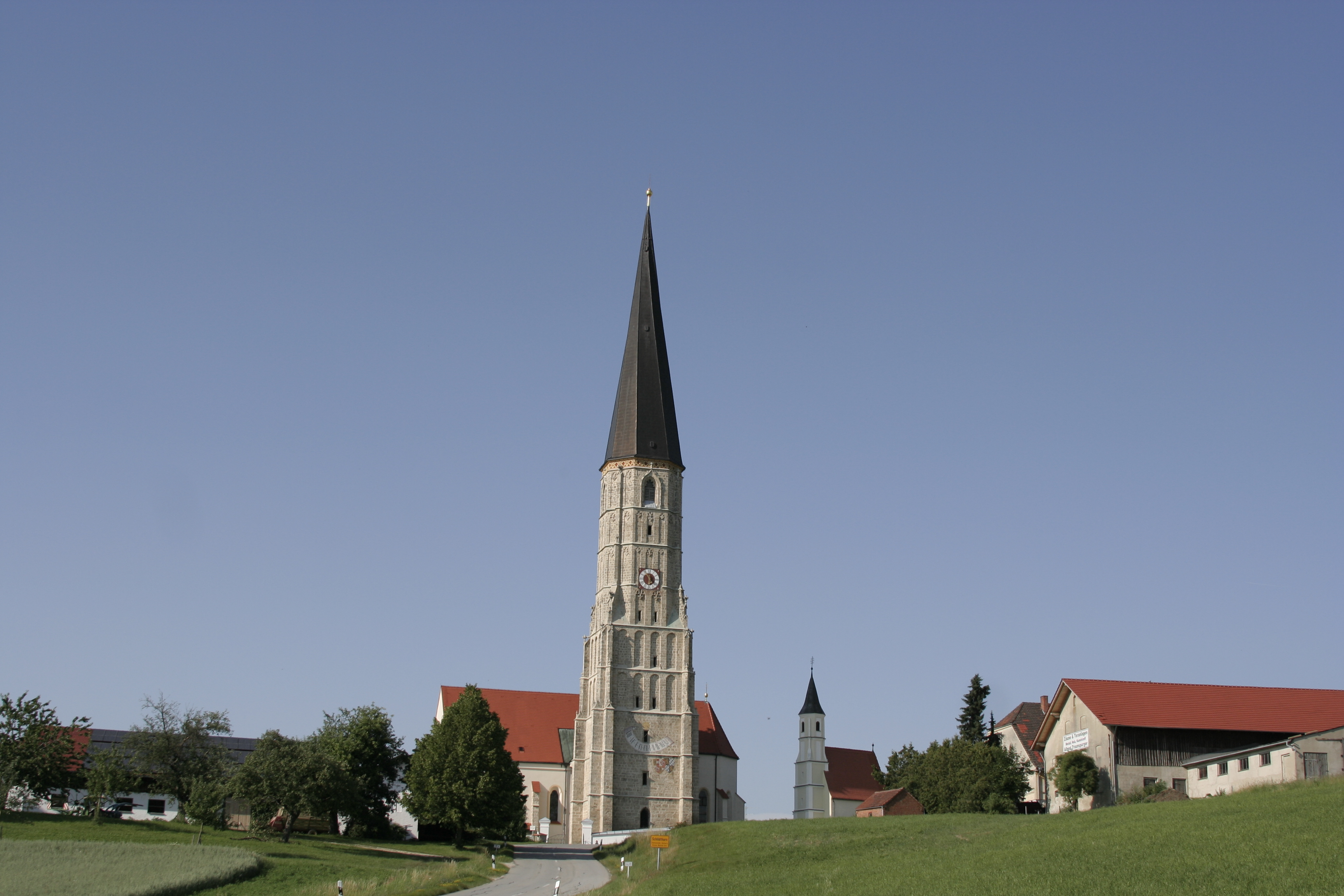
Blick auf St. Ägidius mit Kirchturm

Die Wallfahrtskirche St. Ägidius ist eine römisch-katholische Filialkirche in der Gemarkung Schildthurn der Gemeinde Zeilarn in Niederbayern.

## Geschichte
Die Kirche wurde um 1237 vielleicht auf dem Platz eines Vorgängerbaus errichtet. Im 15. Jahrhundert erfolgte ein gotischer Neubau. Nach 1730 wurde die Kirche barock umgebaut. Die Kirche war ein regelrechtes Wallfahrtszentrum zu mehreren Heiligen, die alle bei Unfruchtbarkeit und Kinderwunsch helfen sollten. So wurde der ursprüngliche Kirchenpatron St. Ägidius, die Gottesmutter und die drei heiligen Jungfrauen Einbeth, Wilbeth und Warbeth (Gefährtinnen der heiligen Ursula) um Kindersegen angerufen. Der heilige Ägidius war ein Einsiedler und Abt in Südfrankreich um 700. Er wird in der Kunst mit einer Hirschkuh dargestellt und gilt unter anderem als Patron der stillenden Mütter, weil er sich von der Milch der Hirschkuh ernährt haben soll. Die legendären Jungfrauen Einbeth, Wilbeth und Warbeth sind Nebenpatrone. Die Verehrung dieser drei Jungfrauen ist unter anderem noch in Schlehdorf am Kochelsee und in Worms bekannt. Max Heuwieser will in ihnen einen christlichen Ersatz für die heidnischen Nornen sehen, die wie die drei Jungfrauen die Geburt des Menschen beschützen.

## Architektur
Das Wahrzeichen Schildthurns ist der 78 Meter hohe Turm, der im Stil der Spätgotik spätestens 1531 fertiggestellt wurde. Fälschlicherweise wird der Kirchturm häufig als höchster Dorfkirchturm Deutschlands betitelt, jedoch wird er vom Kirchturm des Artländer Doms im niedersächsischen Ankum noch um 1,3 Metern übertroffen.
In diesem Jahr wurde in Burghausen die große Glocke gegossen. Der vollständig mit Tuffsteinquadern verblendete Backsteinturm hat fünf quadratische und vier oktogonale Geschosse, das vierte und fünfte Geschoss tragen rundbogige Blendarkaden, die oberen Stockwerke Spitzbogenblenden mit Maßwerk, das in hängenden Lilien ausläuft. Der gewaltige Turmhelm ist 30 Meter hoch und die Spitze gedreht. An der Südseite des zweiten Geschosses sind die Wappen des Herzogs von Bayern und des Erzbischofs von Salzburg, Kardinal Matthäus Lang von Wellenburg, angebracht. (Schildthurn gehörte kirchlich bis ins 19. Jahrhundert zum Archidiakonat Gars am Inn, dem nördlichsten Teil der Erzdiözese Salzburg.)
Das Innere der Wallfahrtskirche hat umfangreiche Fragmente einer einst vollständigen Ausmalung des Chorraums bewahrt. Hinter dem Hochaltar finden sich, eingebunden in eine fingierte Architektur, zwei großformatige Szenen eines Passionszyklus, Prophetenbüsten, zwei Credo-Apostel sowie zwei weitere Heiligenbüsten mit Spruchbändern. Die sehr qualitätvollen Wandbilder wurden um die Mitte des 15. Jahrhunderts von einem Salzburger Künstler aus dem Umfeld des Conrad Laib geschaffen. Der Hochaltar von 1660 enthält in der Mitte eine Figurengruppe: Maria übergibt den Rosenkranz an den hl. Dominikus und die hl. Katharina von Siena. Die Assistenzfiguren sind der hl. Josef links, und Johannes der Täufer, rechts. Oben in der Mitte ist der Kirchenpatron Ägidius mit einer Hirschkuh zu sehen. Der linke Seitenaltar im Chorraum zeigt ein Bild der drei heiligen Jungfrauen mit der hl. Ursula (mit Kreuzfahne) aus dem 19. Jh. Unter der Empore ist ein ganzer Zyklus von Mirakelbildern angebracht, der aus dem 17. Jh. stammt. Die dargestellten Mirakel beziehen sich überwiegend auf die Gottesmutter.

## Votivwiege
In Schildthurn war als Wallfahrtsbrauch das Wiegenschutzen üblich, das Bewegen einer großen hölzernen Wiege bei Kinderwunsch und Unfruchtbarkeit. Dafür stand unter der Empore eine Wiege, die um 1870 auf Anweisung des Passauer Bischofs Heinrich von Hofstätter (1839–1875) entfernt werden musste. Von den Wallfahrern wurden auch kleine Votiv-Wiegen geopfert, die teilweise aus kostbaren Materialien gearbeitet waren. 1796 wurde die Abgabe von mehreren vergoldeten und versilberten Wiegen, alle Votivgaben, gefordert. Nur eine Votivwiege aus dem Jahr 1868 ist in Schildthurn noch erhalten. An der linken Wand des Langhauses werden einige Votivgaben (u. a. Wickelkinder aus Silber) und Votivbilder in einem Schaukasten verwahrt.

## Wallfahrt
Seit 1659 besteht eine Wallfahrt aus Obertrum am See, nördlich von Salzburg gelegen.

## Leonhardikapelle
Die Kapelle neben der Kirche innerhalb der Kirchhofmauer wurde um 1490 erbaut und im 18. Jh. barockisiert. Der Altar stammt von 1670 und zeigt mittig den hl. Leonhard vor dem Hintergrund der Landschaft zwischen Zeilarn und Schildthurn. Die Assistenzfiguren sind Rupert (Bistumspatron von Salzburg), links und Wolfgang, rechts. Auch zu der dem Viehpatron Leonhard geweihten Kapelle kamen Wallfahrer, wie einige Votivbilder mit Pferdedarstellungen belegen.